# Kempiana maculata
Kempiana maculata är en insektsart som beskrevs av Frederick Arthur Godfrey Muir 1922. Kempiana maculata ingår i släktet Kempiana och familjen vedstritar. Inga underarter finns listade i Catalogue of Life.